# Academia de Música de Santa Cecília

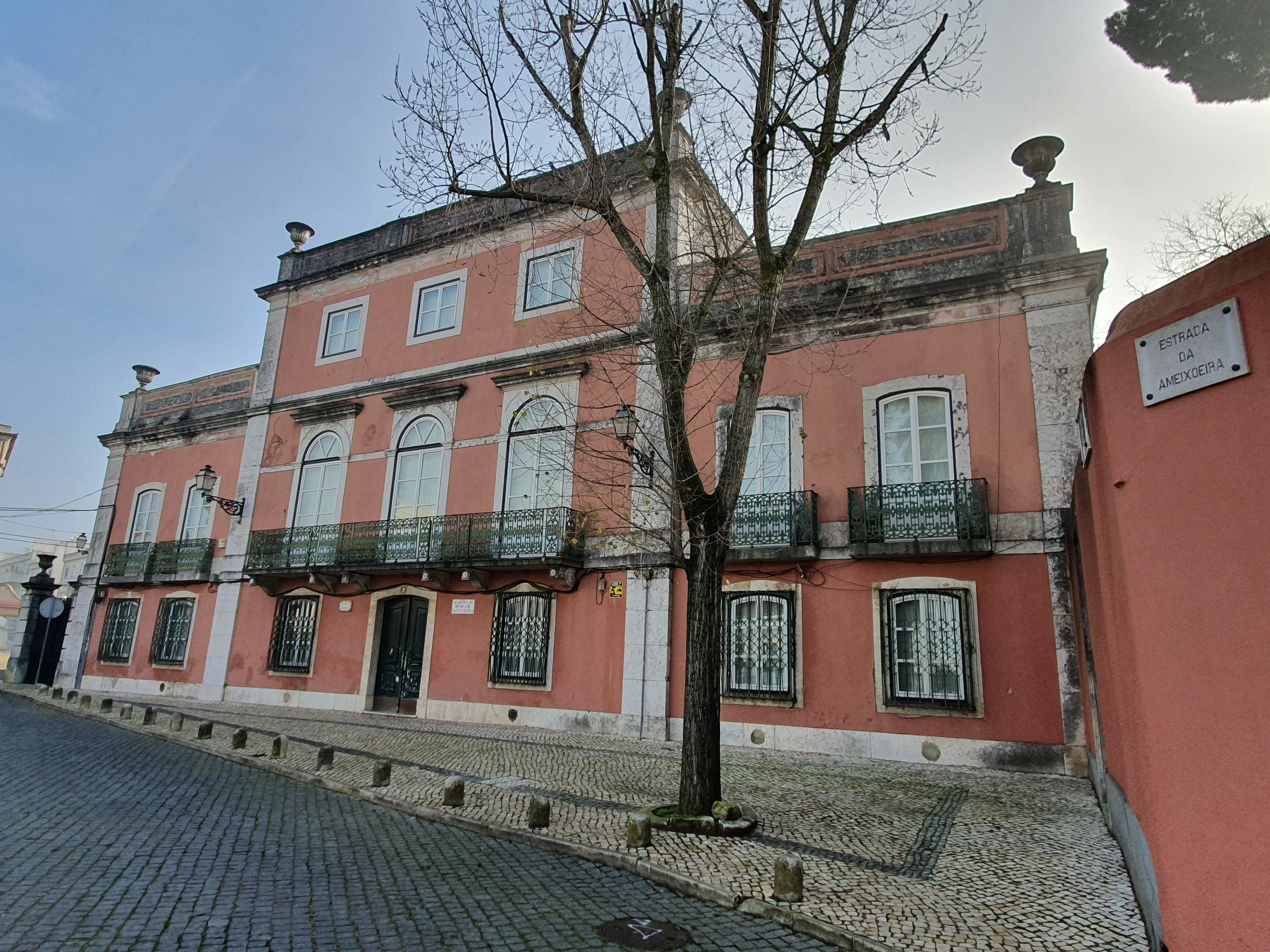
Entrada da Academia

A Academia de Música de Santa Cecília (AMSC) é uma escola privada básica e secundária portuguesa. Foi fundada em 1964 pela Embaixatriz Vera Franco Nogueira (1928-2018) e pela pedagoga e pianista Gilberta Paiva. Situa-se num edifício do século XVIII na freguesia de Sta. Clara, em Lisboa.
Foi a primeira escola portuguesa a oferecer o ensino integrado de música, com os programas do Conservatório Nacional. Tem alunos dos três anos de idade até ao 12.º ano de escolaridade.
O ideário da AMSC pode ser consultado em: